# Spaulding (Oklahoma)
Pour les articles homonymes, voir Spaulding.
Spaulding est une ville du comté de Hughes, dans l'État d'Oklahoma, aux États-Unis,. En 2010, elle compte une population de 178 habitants.

## Démographie
Lors du recensement de 2010, la ville comptait une population de 178 habitants, tandis qu'en 2019, elle est estimée à 173 habitants.